# Пожалування земель за феодалізму
Пожа́лування (розда́ча) земе́ль з королівського домену, могла відбуватися у трьох формах: 
1. пожиттєвій, як винагорода за службу (власне бенефіцій);
2. спадковій за умови виконання нащадками певної, переважно військової, служби;
3. спадковій у повне безумовне володіння.

Спадкові пожалування за умови виконання служби називалися ленними, хоча вони не у всьому відповідали класичному лену васала, що склався у Середньовіччя на німецьких землях. В Україні в ролі їх власників виступали переважно бояри. Землею у безумовне володіння король обдаровував в основному магнатів. Хоча й не без опору шляхти, однак така роздача широко практикувалася, особливо в прикордонних землях. Наприклад, 1609 р. величезна так звана Уманська пустовщина була надана брацлавському і вінницькому старості Валентину-Олександрові Калиновському (Volumina legum.— T. 2.— S. 466). 
Пожиттєва і спадкова роздача землі з фонду королівщин за рішенням Пйотрівського сейму 1504 р. здійснювалася тільки за згодою сейму ( Volumina legum. — T. 1.— S. 136). 
Ленні пожалування міг надавати сам місцевий староста, особливо якщо попередні власники лену вимирали і служба з нього припинялася. Остання форма земельної данини широко практикувалася в Україні. Я. Я.
У середині — другій третині XVI ст., коли проходили активні процеси кристалізації панівного стану, певній частині лицарства-бояр вдалося закріпитися в шляхетських правах і, зокрема, добитися алодіальності маєтків. Решта володіла власне феодами або ленами з правом успадкування їх тільки по чоловічій лінії за умови виконання згаданих служб.